# 全国市議会議長会

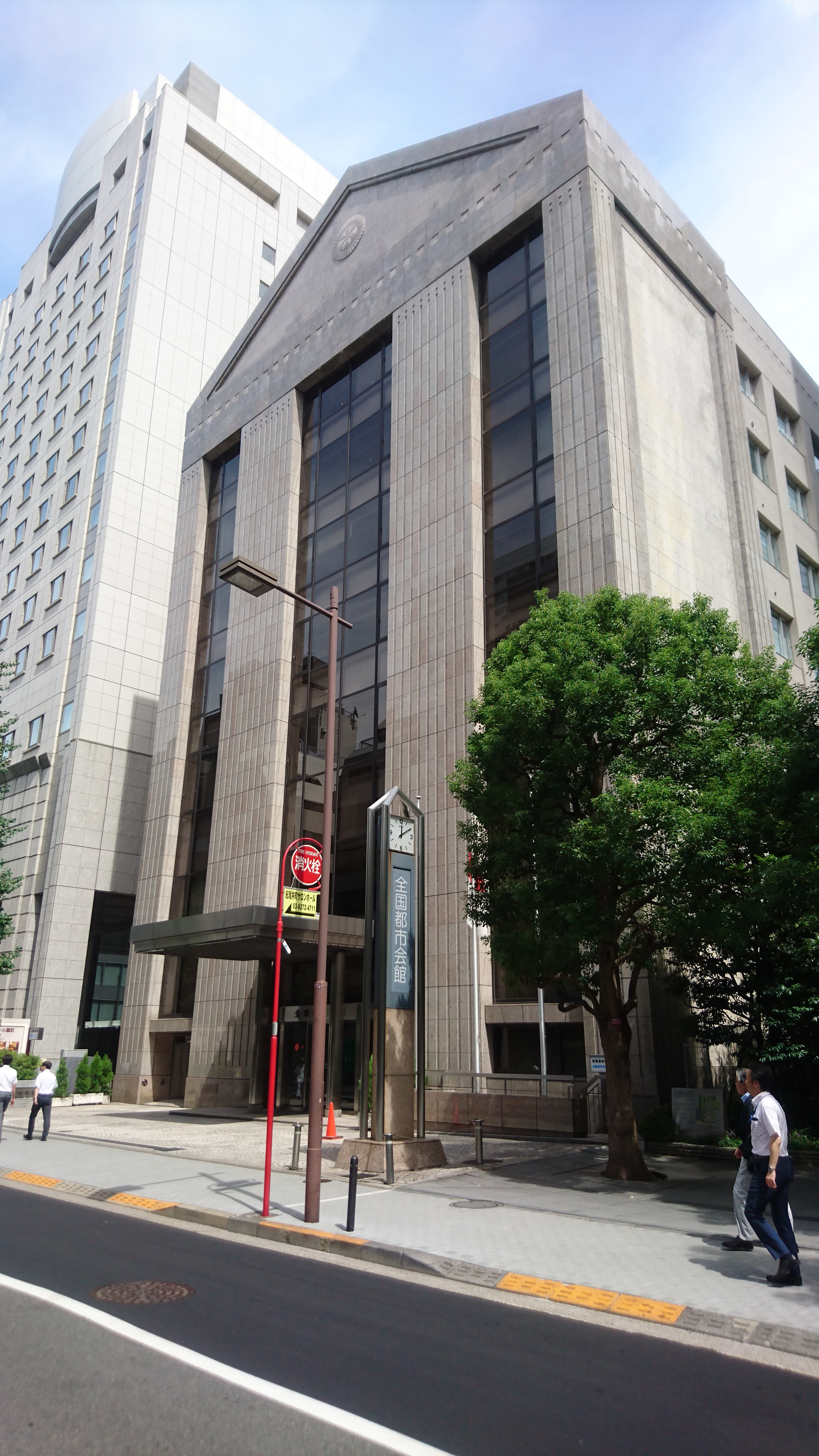
全国市議会議長会が入居している全国都市会館の外観

全国市議会議長会（ぜんこくしぎかいぎちょうかい、英称: National Association of Chairpersons of City Councils）は、全国の市議会、区議会による地方自治の協議会。
地方六団体の一つであり、他の全国知事会、全国都道府県議会議長会、全国市長会、全国町村会、全国町村議会議長会と共に地方自治確立対策協議会を組織している。
地方自治法第263条の3にある全国的連合組織として総務大臣に届出られた団体であり、地方自治に影響を与える事項について内閣、国会に意見書を提出できることとされている。

## 概要
1932年5月21日に全国112市(当時)の市議会が、議会権限強化、市財政強化のために全国市会議長会として発足した。初代会長は澤野外茂次（金沢市会議長、のち金沢市長）。戦後は全国市議会議長会と名称を変え、地方議会の権限強化、地方自治の活性化、地方分権などの活動を行なっている。その他にも市議会の活性化についての協議や全国の市議会の活動の実態や定数・報酬や市議会議員についての事などを調査・研究している。
また全国の多くの市議会で採用されている共通記章を定めている。その他に一定年数以上勤めた市議会議員に対しての永年勤続表彰を行なっている。

## 沿革
- 1932年5月21日 - 全国市会議長会として創立
- 1948年8月 - 全国市議会議長会に名称変更(現名称)
- 1949年11月 - 全国市議会共通議員章を制定
- 1956年9月 - 標準会議規則、標準委員会条例を作成
- 1981年2月 - 全国都市会館竣工、事務局を同会館に移転